# Многа
Мно́га — річка в межах Варвинського району, Чернігівська область; та Пирятинського, Чорнухинського і (частково) Лубенського районів, Полтавська область, Україна. Ліва притока р. Удай (басейн Дніпра).

## Опис
Довжина річки 59 км, площа басейну 589 км². Заплава двобічна, заболочена, завширшки до 500 м. Річище слабозвивисте, завширшки до 10 м. Похил річки 2,7 м/км. Споруджено кілька ставків. 
За класифікацією ерозійної діяльності Многа належить до III категорії.

Розлив Многи навесні (світлина датується 50-ми роками XX ст.

Перша згадка про назву річки Многа датується 1552 роком (перелік уходів населення Канівського замку).

## Розташування
Многа бере початок на захід від села Остапівки. Тече на південь, потім — переважно на південний схід (місцями на схід), у пригирловій частині — на південь. Впадає до Удаю біля західної околиці села Крутий Берег.

## Притоки
- Босаха
- Артополот
- Річка без назви - Довжина річки 13 км., похил річки — 3,5 м/км. Площа басейну 63,2 км². Бере початок у Чаплинцях. Тече переважно на південний захід через Нову Діброву, Вороньки і впадає у Многу.[1]
- Вергунка
- Вільшанка
- Дігтярка
- Дубок
- Дунай
- Западинка
- Колбаня
- Полонка
- Рудка
- Сухоноска
- Сурмачка
- Човнова (притока Многи)

## Легенда про річку Многа
Було це в X чи XI ст. Ще навіть село Яцини було малесеньким поселенням і мало іншу назву. На той час Многа була великою, повноводною річкою, яка протікала в поселенні, по ній ходили торгові судна, навіть із Скандинавських країн. (Многа впадає в Удай, Удай в Сулу, Сула в Дніпро, Дніпро в Чорне море). 
Якось князь Київської Русі, мабуть, Володимир Великий, вирішив спорядити судно з подарунками до однієї із Скандинавських країн. (Це був шлях по річках, які впадають в Чорне море, а з Чорного моря є вихід до Атлантичного океану і до Балтійського моря.) Взяти участь у спорудженні корабля було наказано всім князівства. 
Чимало золота та срібла було вже на борту судна, коли воно дійшло до наших країв. Та не судилося йому вирушити до Скандинавії. Здійнялась величезна буря, блискавка вдарила в парус, і він впав у річку. Корабель наткнувсь на затоплену щоглу і пробив дно. Так і затонуло судно у водах нашої річки. Говорять, що золота та срібла було на ньому дуже багато. Старослов'янською мовою «много». 
Так і стали називати річку Многою. Дуже багато золота та срібла несе в собі річка Многа. Багато людей намагалися знайти те золото. Але все марно, ніхто не знає, де затонуло судно. Одного разу Ялисей знайшов п'ять карбованців і поніс панові. Пан сказав: — Хто знайде карбованець чи золото, може забрати собі половину знайденого. 
Ялисей узяв свою частину і хотів іти, але пан запитав: — А де ти знайшов ці гроші? — Там, біля старого дуба. — Добре, іди. Охорона! Ідіть до старого дуба і шукайте золото! Охорона пішла. Золото шукали два дні і дві ночі. Але там нічого не було. Вони викопали яму, де зараз трясовина. У середині X ст. літо було дуже спекотне. У річці багато купалося людей. І всі прийшли не для того, щоб відпочити, а щоб знайти хоч один доказ, що судно затонуло саме у цьому місці. Але ніхто нічого не знайшов.

## Неселені пункти на Мнозі
На берегах Многи розташовані смт Чорнухи і села: Білоцерківці, Вороньки, Городище, Кізлівка,  Луговики, Яцини.

## Світлини річки

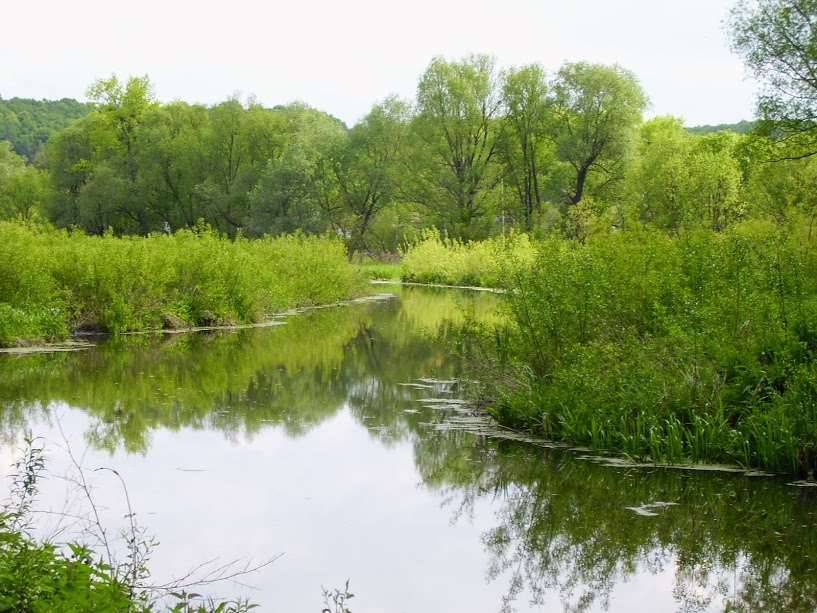
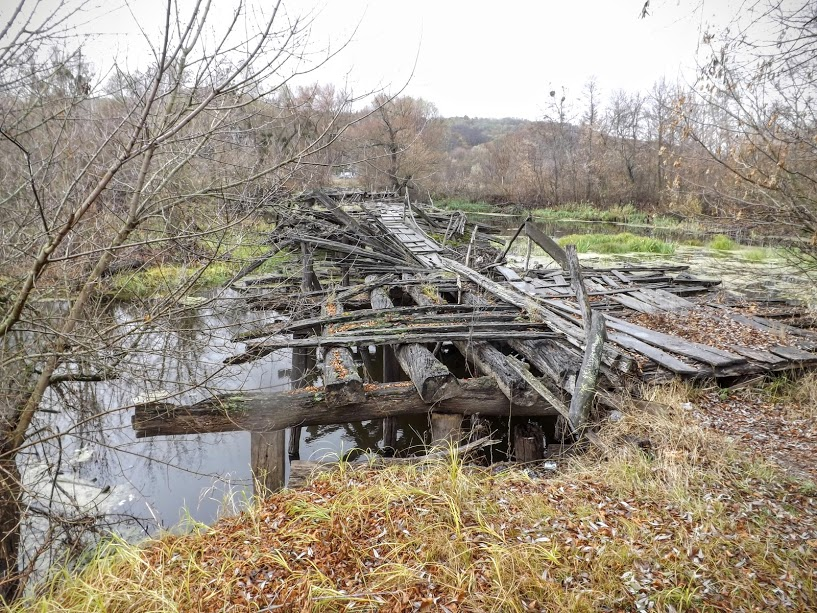
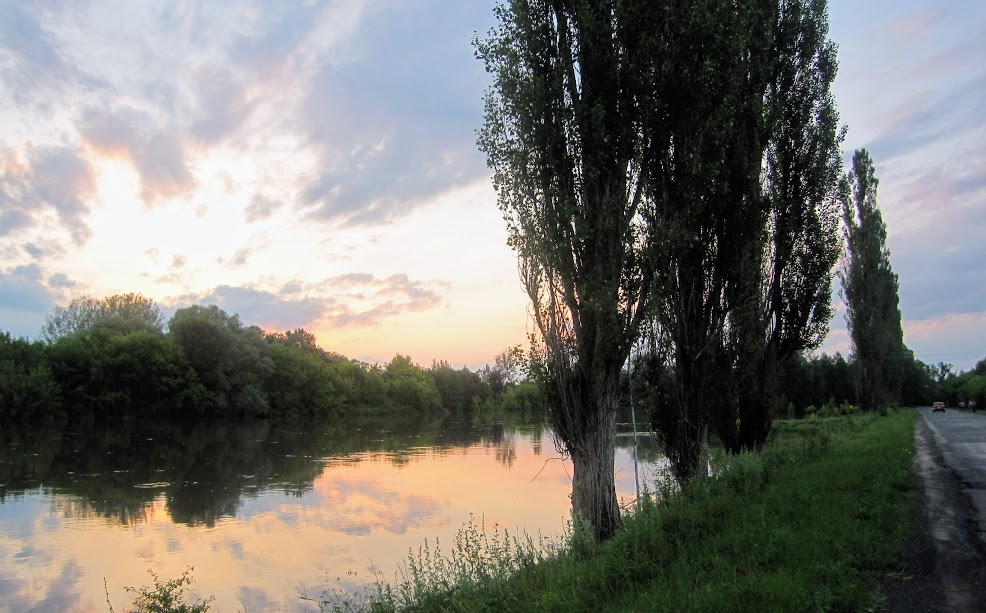
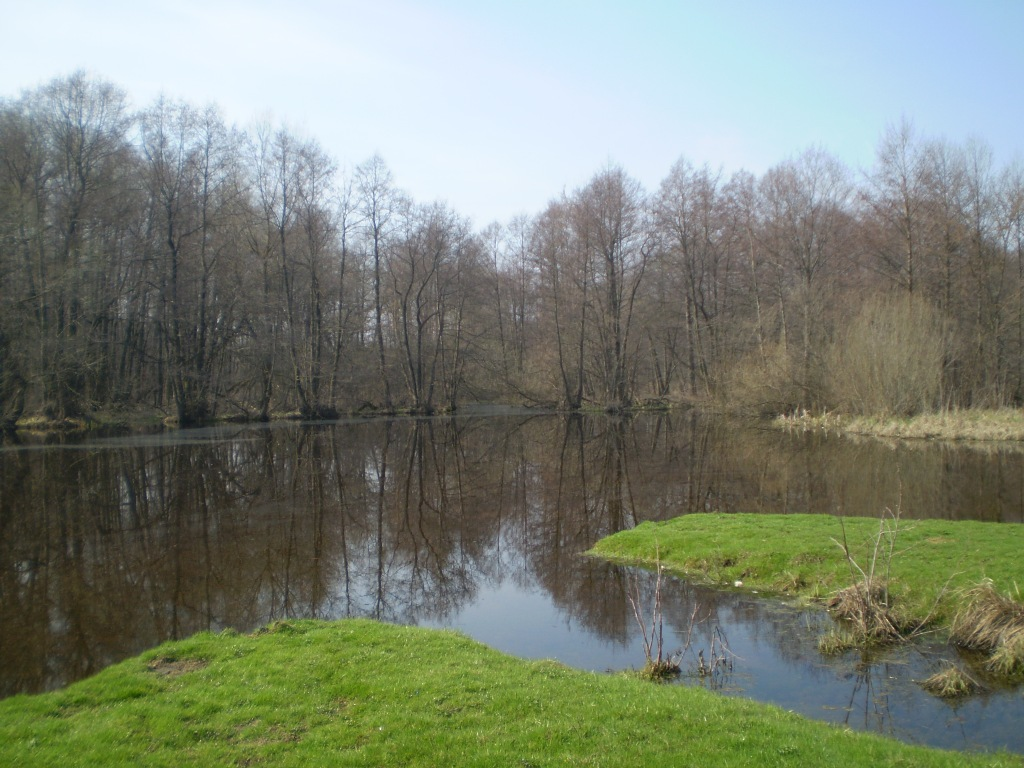

- Файл:Rozlyv Mnohy.jpg